# Liviu Dragnea
Liviu Nicolae Dragnea (Gratia, Teleorman megye, Románia, 1962. október 28. – ) román mérnök, politikus, a Szociáldemokrata Párt és a romániai parlament alsóházának (képviselőház, románul Camera Deputaților) elnöke. Az első Boc-kormányban 2009. január–február között belügyminiszter, a második Ponta-kormányban 2012 decembere és 2014 márciusa között közigazgatási és regionális fejlesztésekért felelős miniszter volt.

## Politikai karrierje
1994-ben lett tagja a Demokrata Pártnak (PD). 1995-től 2000-ig a Teleorman megyei PD alelnöke. 1996-2000 között Teleorman megye prefektusa volt. 2000-ben elhagyta a PD-t és a Szociáldemokrata Párthoz (PSD) csatlakozott. 2005-ben a PSD alelnöke lett. A 2008-as helyi választás után a Teleormani Megyei Tanács elnöke lett.
2009. január 20-án belügyminiszter lett az első Boc-kormányban, Gabriel Opreát váltotta a pozícióban. Február 3-án lemondott tisztségéről. Az alig tíz napot a hivatalában töltő Dragnea azzal indokolta „becsületbeli lemondását”, hogy az Emil Boc vezette kormány túl kevés pénzt különített el a közigazgatási és belügyi szaktárca (románul Ministrul Afacerilor Interne, MAI) számára a központi költségvetésben. Ilyen anyagi körülmények között Dragnea nem látta megvalósíthatónak a mandátuma átvételekor kitűzött célokat.
A 2012-es parlamenti választásokon bekerült a román parlamentbe. 2012. december 21-én a második Ponta-kormány közigazgatási és regionális fejlesztésekért felelős minisztere lett. 2013. március 29-én átvette a Szatmári PSD vezetését.
2012 óta a román képviselőház elnöke. Képviselőként már több törvénytervezetet is javasolt, ezek közül 2 törvény lett.
A 2016-os romániai parlamenti választásokon győztes PSD vezetőjeként nem lehetett miniszterelnök a büntetlen előéletet előíró összeférhetetlenségi szabályok miatt, ezért sorra bizalmi embereit (Sevil Shhaideh, Sorin Grindeanu, Mihai Tudose, Viorica Dăncilă) javasolta kormányfőnek.

## Büntetőügyei
2019 május 28-tól jogerős 3 éves börtönbüntetését tölti.

### Hatalommal való visszaélés és csalásra való felbujtás
Liviu Dragneát jogerősen 2 év felfüggesztett szabadságvesztésre ítélte a bíróság, az államfő leváltásáról kiírt 2012-es népszavazással kapcsolatos korrupciós perben. A politikus csalásra bujtotta fel a választási bizottságok tagjait az érvényességi küszöböt meghaladó részvétel elérése érdekében, ami Traian Băsescu akkori államfő leváltását eredményezte volna.

### Hivatali visszaélés és okirathamisítás
Liviu Dragneát 2016. július 6-án a román Országos Korrupcióellenes Ügyészség (DNA) bíróság elé állította hivatali visszaélés és hamis okirat kiállítása miatt, amivel alkalmazta pártja 2 tagját a Teleorman megyei gyermekvédelmi igazgatóságnál. Ezért végül 2019. május 27-én, a 2019-es EP-választás és a korrupcióellenes népszavazás utáni napon 3 év és hat hónap letöltendő börtönbüntetésre ítélte a legfelsőbb bíróság. Büntetése letöltését a rahovai börtönben (Bukarest) kezdte meg.

### A TelDrum-ügy
2017. november 13-án a DNA egy újabb ügyben idézte be Liviu Dragneát gyanúsítottként. A PSD elnöke alig félórát tartózkodott a vádhatóság épületében, amíg közölték vele, hogy egy 2001-ben alakult bűnszövetkezet megszervezésével, hivatali visszaéléssel, és uniós támogatások eltérítésével gyanúsítják.
A DNA közleménye szerint a több mint másfél évtizeddel korábbi eseményekkel foglalkozó nyomozás tavaly kezdődött, az Európai Csalás Elleni Hivatal (OLAF) által jelzett, uniós támogatások felhasználásával kapcsolatos törvénytelenségek felderítése érdekében. A DNA arra a következtetésre jutott: 2001-ben Dragnea Teleorman megye önkormányzati elnökeként, az ügyben szintén gyanúsítottként szereplő nyolc bűntársával együtt, bűnszövetkezetet hozott létre, amely magántulajdonba játszotta át a TelDrum önkormányzati közútépítő és karbantartó vállalatot, majd az annak törvénytelenül juttatott közpénzek egy részét elsikkasztotta, vagy pártja finanszírozására fordította.

## Kitüntetései
- Avasfelsőfalu város díszpolgára
- Leon megye díszpolgára (Amerikai Egyesült Államok, Florida állam)
- Kitűnőségért járó román Oscar-díj (Oscarul românesc pentru excelență)
- Jeruzsálemi iránytű-díj (The Compass of Jerusalem award)
- „A romániai zsidó kisebbség barátja” becsületrend

## Fordítás
Ez a szócikk részben vagy egészben  a   Liviu Dragnea című román Wikipédia-szócikk ezen változatának fordításán alapul.  Az eredeti cikk szerkesztőit annak laptörténete sorolja fel. Ez a jelzés csupán a megfogalmazás eredetét és a szerzői jogokat jelzi, nem szolgál a cikkben szereplő információk forrásmegjelöléseként.